# Schwedische Eishockeymeisterschaft 1922
Die Saison 1922 war die erste Austragung der schwedischen Eishockeymeisterschaft. Meister wurde zum ersten Mal in der Vereinsgeschichte überhaupt der IK Göta.

## Meisterschaft

### Viertelfinale
- Hammarby IF – Lidingö IF 6:0
- IK Göta – IF Linnéa 7:0
- Djurgårdens IF – AIK Solna 4-2
- Nacka SK –  IFK Stockholm 3-0

### Halbfinale
- Hammarby IF – Djurgårdens IF 4:1
- IK Göta – Nacka SK 4:1

### Finale

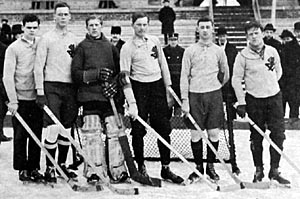
Erster Schwedischer Meister, der IK Göta: Bror Arwe, Birger Holmqvist, Einar Olsson, Einar Svensson, Åke Nyberg, Einar Lundell.

| 12. März 1922 am Abend | Hammarby IF | 0:6 (0:2, 0:4) | IK Göta Einar Svensson (4) Bror Arwe Åke Nyberg | Stockholms stadion, Stockholm |

## Kader des Schwedischen Meisters
| Schwedischer Meister IK Göta | Torhüter: Ejnar Olsson Verteidiger: Bror Arwe, Birger Holmqvist Angreifer: Einar Svensson, Åke Nyberg, Einar Lundell |